# جولي بوين
جولي بوين (بالإنجليزية: Julie Bowen)‏ ممثلة أمريكية من مواليد 3 مارس 1970، تشارك في مسلسل بوسطن ليقال.

## روابط خارجية
- جولي بوين على موقع IMDb (الإنجليزية)
- جولي بوين على موقع روتن توميتوز (الإنجليزية)
- جولي بوين على موقع ألو سيني (الفرنسية)
- جولي بوين على موقع تيرنر كلاسيك موفيز (الإنجليزية)
- جولي بوين على موقع أول موفي (الإنجليزية)
- جولي بوين على موقع قاعدة بيانات الأفلام السويدية (السويدية)
- جولي بوين على موقع إن إن دي بي (الإنجليزية)
- جولي بوين على موقع قاعدة بيانات الفيلم (الإنجليزية)
- جولي بوين على موقع كينوبويسك (الروسية)